# Траянові вали

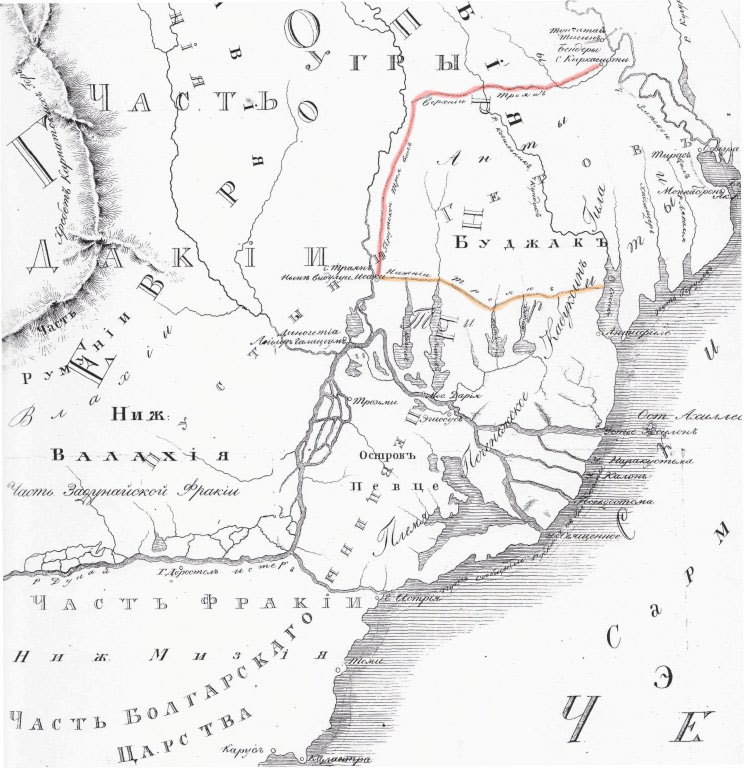
Траянові вали на мапі з праці Олександра Вельтмана «Начертание древней истории Бессарабии» (1827)

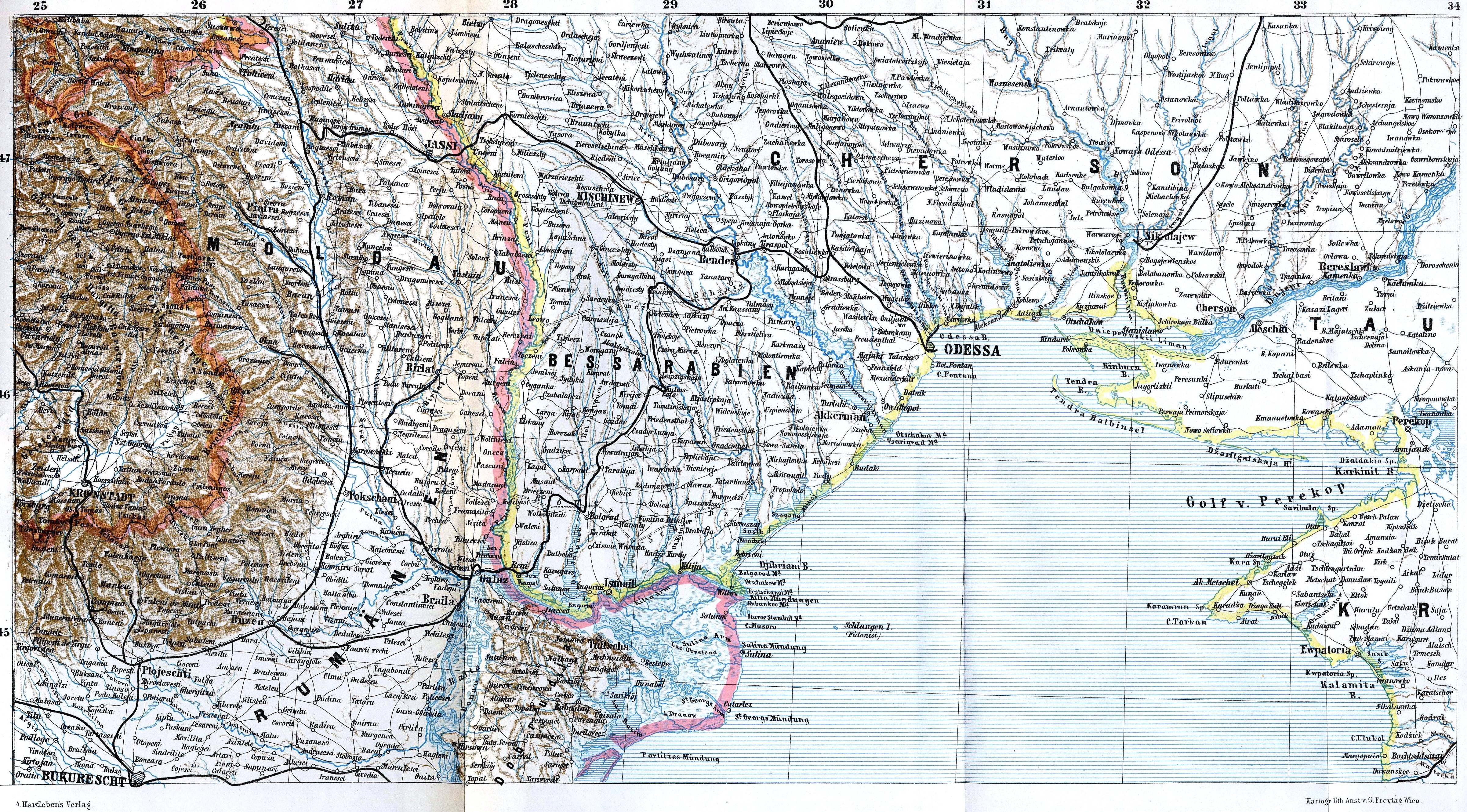
Траянові вали на мапі північно-західного Причорномор'я, підписані як «Римські вали», 1886 рік

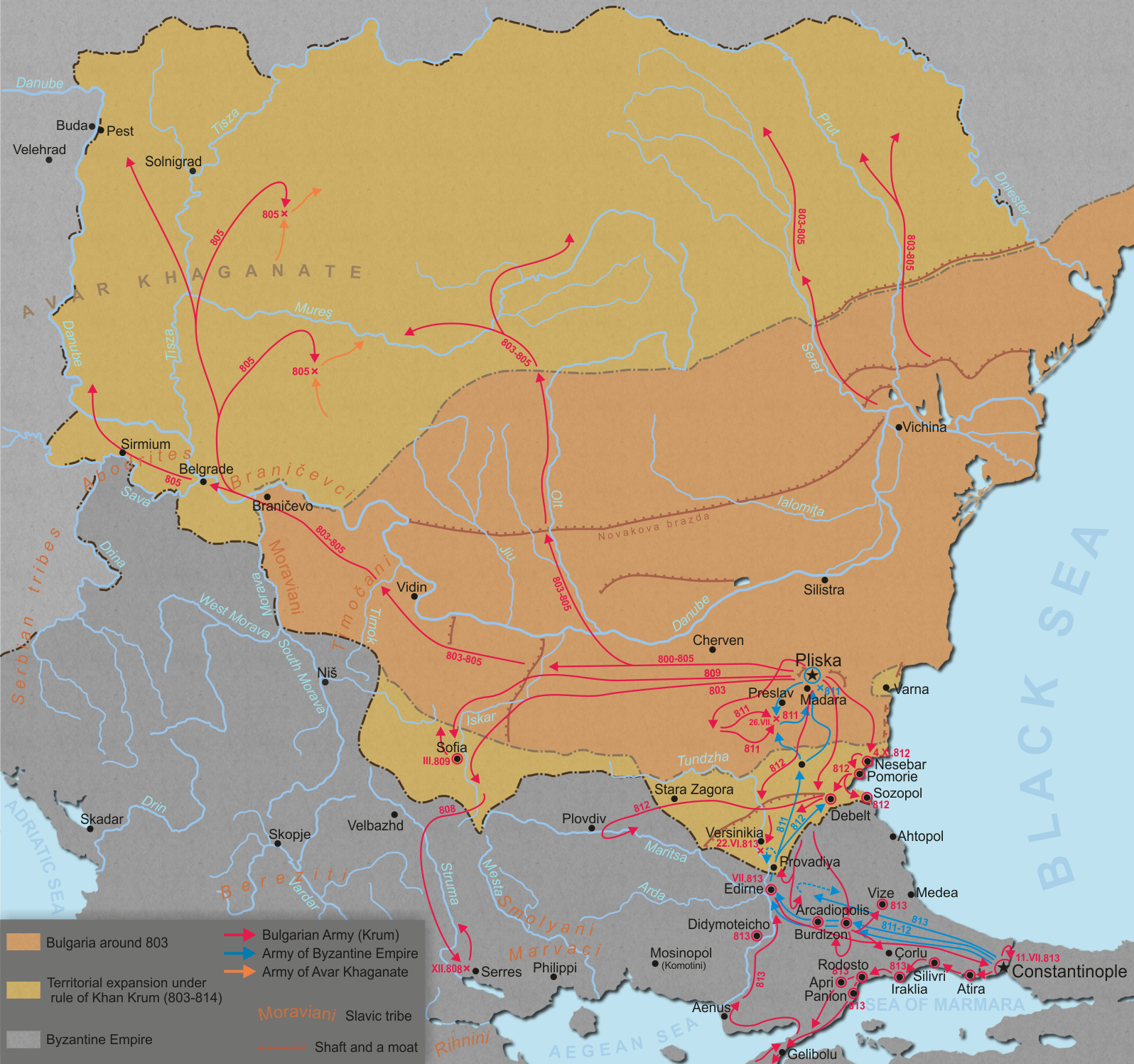
Траянові вали на мапі Першого Болгарського царства, 803—814 роки

Трая́нові вали́ — народна назва старовинних земляних насипів (валів), що збереглися на території Поділля, Бессарабії та Добруджі.
Початок їх зведення покладений римлянами у І—II століттях н. е., за правління імператора Траяна, коли вони просувалися на північний схід.
У III—IV століттях місцеві слов'янські племена продовжили їх зведення і використовували ці вали для захисту своїх земель від ворожих нападів.
Частину Траянових валів збудували згодом анти.
У середньому Придніпров'ї подібні споруди мають назву Змієвих валів.
Виділяють кілька окреміх Валів:
- Нижній Траянів вал — розташований на території Бессарабії, тягнеться від селища Затока до міста Білгород-Дністровський.

- Верхній Траянів вал — починається біля міста Бендери (Молдова) і тягнеться до річки Прут безперервною лінією, потім різко повертає і з'єднує річку з дунайсько-чорноморськими лиманами Ялпуг, Катлабух і Сасик.

- Траянові вали Подністров'я — система валів, що розташовані між містами Тернопіль і Кам'янець-Подільський. Мають переривчастий характер. Складаються з двох ешелонів центрального ланцюга і хаотично розкиданих валів; окремі з них знаходяться навіть на Буковині.

## Румунія
У Румунії, в південно-центральній Добруджі існує три вали, що простягаються від Дунаю до узбережжя Чорного моря. Хоча відносна хронологія будови широко визнана, точне датування кожної окремої споруди дискутується. Науковці пропонують різні дати в Ранньому Середньовічному періоді, у другій половині 1-го тис. Стосовно будівників набули визнання дві теорії. Їхні прибічники поділилися головним чином за національними кордонами. Так: болгарська історіографія вважає, що фортифікації було зведено за часів Першого Болгарського царства для оборони проти різноманітних кочових груп, що мандрували в понтійсько-каспійських степах. З іншого боку, декотрі румунські історики намагалися приписати побудування щонайменше частини валів Візантійській імперії під імператорами Іоанном І Цимісхієм і Василієм ІІ Болгаробійцею, що панувала в регіоні в другій половині X ст. й протягом усього XI ст.
Найменший і найстаріший вал, Малий земляний вал, 61 км довжиною, простягається від фортеці Четатя Петулулуй (рум. Cetatea Pătulului) на Дунаї до міста Констанца на Чорному морі. Він зроблений цілковито з землі, не має жодних оборонних споруд, але має рів з південного боку. Ця деталь викликала припущення, що даний вал будували жителі північних районів заради захисту від небезпеки на півдні.
Другий вал, Великий земляний вал, 54 км довжиною, подекуди перекриває малий. Він починається на Дунаї, проходить по долині Карасу і закінчується в місцевості Палас, на захід від Констанци. Його середня висота 3,5 м, він має рови з обох боків. На ньому побудовано 63 укріплення: 35 більших (castra) і 28 менших (castella). Середня відстань між укріпленнями — 1 км. Вал має сліди реконструкції.
Останній з валів, Кам'яний вал, так само побудований з землі, але має кам'яну стіну на хребті. Його довжина — 59 км. Він простягається від Чернаводе (колишній Аксіополь) до Чорного моря. Сам вал 1,5 м височиною, а кам'яна стіна на верхівці — 2 м. Цей вал має рів на північному боці та 26 укріплень, віддаль між якими коливається від одного до чотирьох кілометрів.
Комуну Валу луй Траян (рум. Valu lui Traian) названо на честь Траянових валів.
У північній частині Добруджі, на південному березі Дунаю також був вал, імовірно побудований Траяном. Цей вал був споруджений між сьогоднішньою Тулчею (рум. Tulcea) та давнім містом Галміріс (відстань 60 км) на схід. Вал було віднайдено за допомогою аерофотографії.

## Молдова
Залишки валів у Молдові становлять собою земляні вали та палісади. В Молдові залишилося два значні фрагменти: Верхній (або Північний) Траяновий вал та Нижній (або Південний) Траяновий вал.
Південний Траяновий вал у Молдові ймовірно датується III ст. і побудований Атанаріхом. Він простягається з Румунії через територію Молдови аж до України, де закінчується коло озера Сасик біля міста Татарбунари. Проте деякі академіки, як-от Дорел Бондін, Костін Кройтору, уважають, що його побудували римляни, тому що для його побудування необхідні вміння, знання і робоча сила, яких не мали такі варвари, як Атанаріх. Південний Траяновий вал на території Бессарабії має довжину 150 км. Він бере початок від р. Прут коло села Вадул-луй-Ісак Кагульського району (Молдова). Далі простягається на схід від села Виноградівки Болградського району до села Мирне Тараклійського району (Молдова), далі перетинає село Табаки, Болградський район, простягається на північ від села Кубей Болградського району, тягнучись уздовж села Василівки. Перетинаючи р. Ташбунар, вал упирається в північну частину о. Катлабух. Потім вал перетинає поля сіл Новокам'янка, Нова Покровка, Кирнички Ізмаїльського району. Переходячи на територію Ізмаїльського району, Південний Траяновий Вал тягнеться уздовж сіл Старі Трояни і Новоселівка. Далі перетинає поля сіл Острівне і Селіогло Болградського району і направляється у Білгород-Дністровський район. Далі вал проходить між селами Борисівка і Глибоке і на високому обривистому березі упирається у о. Сасик.
Північний Траяновий вал імовірно побудували в IV ст. готи гревтунги, щоби захистити свої землі від гунів. Цей вал простягається на 120 км від Прута до Дністра.
Фрагменти Траянових валів було знайдено біля міста Леова.